# Arrivals & Departures
Arrivals & Departures é o terceiro álbum de estúdio da banda Silverstein, lançado a 3 de Julho de 2007.
O disco estreou no número 25 da Billboard 200, com vendas superiores a 27 mil unidades na primeira semana.
| Críticas profissionais                                                      | Críticas profissionais |
| Avaliações da crítica                                                       | Avaliações da crítica  |
| Fonte                                                                       | Avaliação              |
| --------------------------------------------------------------------------- | ---------------------- |
| allmusic                                                                    | [ 3 ]                  |
| Esta tabela precisa de ser acompanhada por texto em prosa. Consulte o guia. |                        |

## Faixas
1. "Sound of the Sun" - 3:19
2. "Bodies and Words" - 3:13
3. "If You Could See into My Soul" - 3:59
4. "Worlds Apart" - 4:06
5. "My Disaster" - 3:48
6. "Still Dreaming" - 3:55
7. "The Sand Will Turn to Glass" - 2:52
8. "Here Today, Gone Tomorrow" - 3:33
9. "Vanity and Greed" - 3:59
10. "Love with Caution" - 3:27
11. "True Romance" - 5:50

## Desempenho nas paradas musicais
| Parada musical (2007)                   | Posição |
| --------------------------------------- | ------- |
| Estados Unidos - Billboard 200          | 25      |
| Estados Unidos - Top Independent Albums | 1       |

## Créditos
- Shane Told – Vocal, guitarra
- Neil Boshart – Guitarra
- Josh Bradford – Guitarra
- Billy Hamilton – Baixo
- Paul Koehler – Bateria